# Калпаксай
Калпаксай (каз. Қалпақсай) — упразднённое село в Жетысайском районе Туркестанской области Казахстана. Входило в состав Атамекенского сельского округа. 
Исключено из учётных данных в 2023 году. Код КАТО — 514465680.

## Население
В 1999 году население села составляло 61 человек (33 мужчины и 28 женщин). По данным переписи 2009 года, в селе проживало 39 человек (23 мужчины и 16 женщин).